# Jean Baptiste Antoine Auget de Montyon
Antoine Jean Baptiste Robert Auget di Montyon (Parigi, 23 dicembre 1733 – Parigi, 29 dicembre 1820) è stato un politico, scrittore e filantropo francese.

## Biografia
Suo padre era un maître des comptes; frequentò la facoltà di legge e diventò avvocato a Châtelet nel 1755, maître des requêtes al Conseil d'État nel 1760, e intendant dell'Alvernia, della Provenza e di La Rochelle. Più volte dimostrò un forte temperamento caratteriale, protestò contro le accuse di Louis-René de Caradeuc de La Chalotais nel 1766, e rifiutò nel 1771 l'ordine di Maupeou di sopprimere i tribunali locali. Fu nominato consigliere di Stato nel 1775 appoggiato da Luigi Giovanni Maria di Borbone-Penthièvre, e nel 1780 fu nominato cancelliere del conte d'Artois (poi Carlo X di Francia). Dopo gli avvenimenti della Rivoluzione visse per alcuni anni in esilio prima a Ginevra, poi a Londra (qui fu eletto membro della Royal Society). Durante questo periodo spese grosse somme in favore degli immigrati e ritornò in Francia solo dopo la Restaurazione.
Tra il 1780 e il 1787 collaborò all'istituzione di una serie di onorificenze distribuite dalla Académie française e dalle accademie della scienza e della medicina. Questi premi furono sospesi durante il periodo rivoluzionario e ristabiliti solo nel 1815. Quando morì, lasciò in eredità 10.000 franchi in dotazione di ciascuna delle seguenti onorificenze: un premio per la scoperta di procedimenti atti a rendere il processo meccanico meno pericoloso per l'operaio, un premio per il perfezionamento di qualsiasi miglioramento tecnico in un processo meccanico, un premio per la pubblicazione che durante l'anno avesse reso il più grande servizio all'umanità, il Prix de vertu, il "premio della bontà", per l'atto più coraggioso da parte di un francese nullatenente. Lasciò in eredità anche 10.000 franchi per ognuno degli ospedali parigini.

## Opere
Montyon scrisse diverse opere incentrate soprattutto sulla politica economica:
- Éloge de Michel de l'hôpital (Paris, 1777)
- Recherches et considérations sur la population de la France (1778), di cui una parte è attribuita al suo segretario, Moheau
- Rapport fait à Louis XVIII (Constance, 1796)
- L'état statistique du Tunkin (1811)
- Particularités... sur les ministres des finances en France (1812)